# Exocentrus immaculatus
Exocentrus immaculatus là một loài bọ cánh cứng trong họ Cerambycidae.